# بيرين أريسوي
بيرين أريسوي (بالتركية: Berrin Arısoy)‏ هي ممثلة تركية ولدت في يوم 22 تموز 1970 في مدينة أنقرة عاصمة تركيا، مثلت دور مريم في مسلسل لعبة القدر، كما مثلت أيضاً في مسلسل أثير الحب ومثلت في مسلسلات وأفلام أخرى وهي خريجة جامعة أنقرة.